# Chrysoblastella novae-seelandiae
Chrysoblastella novae-seelandiae là một loài rêu trong họ Ditrichaceae. Loài này được Broth. Reimers mô tả khoa học đầu tiên năm 1926.